# Ladgerda
Ladgerda, (Gerda från Lade, dagens Trondheim ), var en sköldmö som ingår i Ragnar Lodbroks saga. Hon omtalas också i Saxos krönika De gesta danorum skriven på 1200-talet. Saxo berättar om hur Ragnar befriar Ladgerda tillsammans med andra kvinnor i Lade ur fångenskap och beskriver henne så här: ... som med mannamod i kvinnobröst och utslaget hår stred främst i ledet bland de dugligaste kämparna. Alla beundrade hennes enastående insatser, ty lockarna, som hon lät fladdra runt skuldrorna, röjde att hon var en kvinna."